# Guerra de les farines
La guerra de les farines (1775) fou un motí causat per l'excessiu preu del pa a França, abans de la Revolució Francesa. A la França de l'Antic Règim, el pa era la principal font d'alimentació dels camperols pobres i el rei estava obligat a garantir el subministrament d'aliments dels seus súbdits, sent sobrenomenat afectuosament "el primer forner del regne".
La Guerra de la Farina va formar part d'una crisi social i política més àmplia durant l'Antic Règim. Les anàlisis recents tendeixen a tractar aquest esdeveniment no només com una revolta provocada per la fam, sinó també com un preludi de la Revolució Francesa.
Durant el període previ a la collita de primavera de 1775, les reserves de cereals es van esgotar mentre encara no havia arribat la nova collita. A la primavera de 1775, la fam va sorgir en aquest nou context: abans de l'edicte de Turgot, cada regió s'enfrontava a la seva pròpia escassetat, de manera que algunes haurien patit una autèntica fam, mentre que d'altres s'haurien estalviat totalment i s'havien proveït a través de preus estables; s'hauria demanat, i sens dubte obtinguda, una intervenció reial per assegurar l'abastament de les regions més afectades. Amb la liberalització, els cereals podrien deixar les regions estalviades per anar a les zones més afectades, provocant augments significatius de preus i escassetats a tot arreu que afectin més gent més ràpidament.